# Fotbollsallsvenskan 1970
Fotbollsallsvenskan 1970 spelades 12 april–25 oktober 1970, och vanns av Malmö FF. Vårsäsongen spelades 12 april–13 maj medan höstsäsongen spelades 4 augusti–25 oktober. Två uppskjutna matcher från första omgången spelades under sommaruppehållet.

## Förlopp
- I augusti ställde sig några unga supportrar till Hammarby IF på läktaren och började sjunga egenskrivna sångtexter, vilket ses som starten på den moderna organiserade läktarsången i Sverige. Inspirationen kom från England via Tipsextra i SVT.[2][3][4]
- Örebro SK besegrade i sista matchen regerande mästarna IFK Göteborg hemma på Eyravallen med 1-0, och därmed åkte IFK Göteborg ur serien. Publikbråk uppstod då fans till IFK Göteborg rusade in och försökte riva ner målburen i hopp om omspel; matchen avbröts med cirka 8 minuter kvar och IFK Göteborg degraderades.[5]

## Tabeller

### Poängtabell
| Nr | Lag               | S  | V  | O | F  | GM | IM | MS  | P  |
| -- | ----------------- | -- | -- | - | -- | -- | -- | --- | -- |
| 1  | Malmö FF          | 22 | 11 | 7 | 4  | 30 | 20 | +10 | 29 |
| 2  | Åtvidabergs FF    | 22 | 12 | 4 | 6  | 40 | 29 | +11 | 28 |
| 3  | Djurgårdens IF    | 22 | 8  | 8 | 6  | 35 | 29 | +6  | 24 |
| 4  | IF Elfsborg       | 22 | 8  | 8 | 6  | 30 | 31 | −1  | 24 |
| 5  | Hammarby IF (U)   | 22 | 8  | 7 | 7  | 33 | 32 | +1  | 23 |
| 6  | IFK Norrköping    | 22 | 7  | 8 | 7  | 33 | 22 | +11 | 22 |
| 7  | Östers IF         | 22 | 7  | 7 | 8  | 29 | 30 | −1  | 21 |
| 8  | Örebro SK         | 22 | 9  | 2 | 11 | 31 | 24 | +7  | 20 |
| 9  | AIK               | 22 | 7  | 6 | 9  | 17 | 24 | −7  | 20 |
| 10 | Örgryte IS (U)    | 22 | 6  | 8 | 8  | 25 | 35 | −10 | 20 |
| 11 | IFK Göteborg (RM) | 22 | 6  | 5 | 11 | 28 | 36 | −8  | 17 |
| 12 | Gais              | 22 | 5  | 6 | 11 | 27 | 46 | −19 | 16 |

### Resultattabell
| Hemma \ Borta  | AIK | DIF | GAIS | HIF | IFE | IFKG | IFKN | MFF | ÅFF | ÖSK | ÖIS | ÖIF |
| AIK            | —   | 1–0 | 1–2  | 1–1 | 3–0 | 0–0  | 2–1  | 0–0 | 0–0 | 0–2 | 0–1 | 0–0 |
| Djurgårdens IF | 4–1 | —   | 2–3  | 1–1 | 2–1 | 3–3  | 1–3  | 3–0 | 1–2 | 2–1 | 2–2 | 2–1 |
| Gais           | 0–0 | 1–3 | —    | 2–2 | 1–1 | 4–1  | 3–2  | 0–1 | 2–3 | 2–0 | 0–3 | 1–1 |
| Hammarby IF    | 2–0 | 0–2 | 2–0  | —   | 0–2 | 3–1  | 2–1  | 1–1 | 3–1 | 3–1 | 1–1 | 3–1 |
| IF Elfsborg    | 3–0 | 1–1 | 4–2  | 1–1 | —   | 1–0  | 0–0  | 4–0 | 1–2 | 1–0 | 0–0 | 2–2 |
| IFK Göteborg   | 0–2 | 1–0 | 4–1  | 5–1 | 1–3 | —    | 1–1  | 1–2 | 1–0 | 2–0 | 1–1 | 0–2 |
| IFK Norrköping | 1–2 | 0–0 | 3–1  | 1–1 | 6–0 | 1–1  | —    | 1–1 | 1–1 | 3–2 | 5–0 | 0–1 |
| Malmö FF       | 5–1 | 0–0 | 1–1  | 2–0 | 3–0 | 2–0  | 1–0  | —   | 3–1 | 1–0 | 2–0 | 2–4 |
| Åtvidabergs FF | 0–2 | 3–1 | 4–1  | 1–0 | 3–0 | 5–2  | 0–2  | 0–2 | —   | 1–0 | 5–1 | 3–3 |
| Örebro SK      | 1–0 | 2–2 | 5–0  | 5–2 | 0–1 | 1–0  | 0–1  | 1–1 | 0–1 | —   | 3–1 | 2–0 |
| Örgryte IS     | 0–1 | 1–1 | 0–0  | 1–4 | 2–2 | 2–1  | 2–0  | 2–0 | 1–1 | 0–3 | —   | 2–3 |
| Östers IF      | 1–0 | 1–2 | 3–0  | 1–0 | 2–2 | 1–2  | 0–0  | 0–0 | 2–3 | 0–2 | 0–2 | —   |

## Skytteligan
- 16 mål: Bo Larsson, Malmö FF
- 13 mål: Jan Sjöström, Hammarby IF
- 10 mål: Ove Eklund, Åtvidabergs FF

## Publiksiffror

### Högsta publiksiffror
- 32 229: Hammarby IF–AIK 2–0, Råsundastadion den 24 september 1970
- 29 842: Hammarby IF–Malmö FF 1–1, Råsundastadion den 4 oktober 1970
- 25 665: Djurgårdens IF–Hammarby IF 1–1, Råsundastadion den 3 september 1970
- 25 032: Djurgårdens IF–AIK 4–1, Råsundastadion den 13 maj 1970

### Högsta publiksnitt per lag
- 13 036: Malmö FF
- 12 548: Hammarby IF
- 11 363: IFK Göteborg

## Svenska mästarna
Malmö FF:s spelare i allsvenskan 1970
Tränare: Antonio Duran
- Roland Andersson
- Roy Andersson
- Tommy Axelsson
- Rolf Björklund
- Lars Granström
- Nils Hult
- Christer Jacobsson
- Harry Jönsson
- Ulf Kleander
- Krister Kristensson
- Bo Larsson
- Curt Olsberg
- Ingvar Svahn
- Staffan Tapper

### Fotnoter
1. ↑  ”Allsvenska skyttekungar och publiksnitt”. Svenska Fotbollförbundet. 10 mars 2004. https://www.svenskfotboll.se/serier-cuper/elitfotboll/historik-herr/skyttekungar--publiksnitt/. Läst 11 oktober 2011.
2. ↑  Jakob Runevad Kjellmer (9 september 2020). ”Stefan var med och startade den första svenska läktarsången” (på svenska). SVT Sport. https://www.svt.se/kultur/stefan-var-med-och-startade-den-svenska-laktarsangen. Läst 10 september 2020.
3. ↑  https://www.dailymotion.com/video/x2vnavi
4. ↑  https://www.youtube.com/watch?v=wbxpoO5btkY
5. ↑  Jan Majlard (20 oktober 2004). ”Största skandalen kom 1970” (på svenska). Svenska Dagbladet. https://www.svd.se/storsta-skandalen-kom-1970. Läst 10 november 2020.